# Human (documentário)
Human é um documentário de 2015 do ambientalista francês Yann Arthus-Bertrand. O filme é quase inteiramente composto por filmagens aéreas exclusivas e histórias em primeira pessoa contadas para a câmera. Foi o primeiro filme a estrear no Salão da Assembleia Geral das Nações Unidas, para um público de 1.000 espectadores, incluindo o Secretário-Geral da ONU, Ban Ki-moon.
O filme foi financiado pela Fundação Bettencourt Schueller, que o cedeu sem direitos autorais à Fundação GoodPlanet, responsável por conduzir o projeto. Uma versão estendida do filme está oficialmente disponível gratuitamente no YouTube (em três partes).

## Produção
Human foi produzido ao longo de três anos, com o diretor Yann Arthus-Bertrand e uma equipe de 20 pessoas entrevistando mais de 2.000 pessoas em 60 países. A equipe incluía cinco jornalistas e cinegrafistas, com um "fixador" em cada local para organizar as coisas e quatro pessoas responsáveis por receber e classificar o material. A equipe aérea era composta por seis pessoas, incluindo Arthus-Bertrand.
A cada pessoa entrevistada foi perguntado o mesmo conjunto de quarenta perguntas e foi apresentada sobre um fundo preto simples, sem qualquer partitura musical ou quaisquer detalhes sobre sua identidade e localidade. Arthus-Bertrand esperava que a remoção de identificadores pessoais chamasse a atenção para nossas semelhanças, explicando que eles "... queriam se concentrar no que todos nós compartilhamos. Se você coloca o nome de uma pessoa, ou de que país ela é, você não sente isso tão fortemente".

## Distribuição e promoção
Conforme o site do filme, sua distribuição foi projetada para ser feita sob "as condições mais livres para o público mais amplo possível". Em 12 de setembro de 2015, o filme foi exibido simultaneamente nas Nações Unidas, na Bienal do Cinema em Veneza e no YouTube. Também estreou em mais de 400 telas na França no mesmo dia. O Google, parceiro digital exclusivo do filme, tornou o filme acessível mundialmente no YouTube em seis idiomas: inglês, russo, espanhol, português, árabe e francês.
O filme foi lançado em 11 variações diferentes, incluindo uma versão teatral, uma versão web em três partes, uma versão musical, cortes episódicos de TV e filmagens de bastidores disponíveis no YouTube.

## Prêmios
No Festival Internacional de Cinema de Vancouver de 2016, Human ganhou o prêmio de Documentário Internacional Mais Popular (com base na votação do público).

## Resposta crítica
O filme foi geralmente bem recebido pelos críticos que elogiaram sua escala sem precedentes e cobertura de tópicos como família, religião, ambição, fracasso, homossexualidade, guerra e pobreza. O filme também foi elogiado pela verdade e honestidade brutal por trás das histórias das pessoas, bem como pela arte de Arthus-Bertrand em contrastar os assuntos com fotos aéreas que são infundidas com movimento, cor e pessoas. No entanto, o crítico de cinema Guy Lodge criticou o filme por sua árdua duração de três horas, dizendo que "... essas histórias retêm pouco poder individual ou ressonância, enquanto os interlúdios esporádicos do filme com lentes de paisagens exuberantes correm o risco de estetizar as lutas pessoais em questão".